# Полное руководство по самоубийству
«Полное руководство по самоубийству» (яп. 完全自殺マニュアル кандзэн дзисацу манюару) — книга, написанная японским писателем Ватару Цуруми и впервые опубликованная 4 июля 1993 года издательством «Ота». Было продано более миллиона копий. Книга содержит подробные описания способов самоубийства.

## Содержание книги
На страницах книги детально описываются 10 способов самоубийства, среди которых повешение, смерть от электрического тока и самосожжение. Приводится сравнение этих способов по таким показателям, как болезненность, быстродействие и получаемые телесные повреждения. Книга содержит рекомендации по выбору места самоубийства и советы, как избежать обнаружения. Приводится информация о знаменитых самоубийцах. Книга иллюстрирована графиками и комиксами в стиле манга.

## Реакция публики
Книга не была запрещена японскими властями.
Некоторые префектуры Японии охарактеризовали книгу как вредную для молодёжи, что повлекло за собой ограничение продажи книги несовершеннолетним. В 1999 году власти Токио рассматривали вопрос об ограничении продаж книги, но она всё ещё находится там в свободной продаже. Отсутствие запрета в Японии объясняется двумя основными факторами: либеральными в части издания книг законами Японии и отсутствием табу на самоубийство в японской культуре.
Известны несколько случаев, когда книгу находили рядом с телами самоубийц (в том числе школьников). Книгу обвиняли в росте числа самоубийств в лесу Аокигахара у подножья Фудзиямы, так как издание характеризует его как «идеальное место, чтобы умереть». Доподлинно не известно, выбрал ли кто-то из самоубийц способ уйти из жизни именно благодаря «Полному руководству по самоубийству». Тем не менее, по словам основательницы токийского отделения «Befrienders Worldwide» Юкико Нисихары, к ним поступали звонки от людей, которые пытались покончить с собой, следуя инструкциям из книги.
После активной критики и дискуссий автор впоследствии выпустил вторую книгу, «Наше „Полное руководство по самоубийству“» (яп. ぼくたちの「完全自殺マニュアル」 Бокутати-но Кандзэн дзисацу манюару), в которой он опубликовал письма фанатов и гневные отклики, которые получил. Вторая книга несколько помогла перенести внимание общественности к разнообразным ситуациям, провоцирующим некоторых людей совершить самоубийство, и споры в конце концов затихли. Позже, в ноябре 1994 года издательство «Ота» опубликовало книгу Масанори Касимуры (яп. 樫村 政則) «Полное руководство по исчезновению» (яп. 完全失踪マニュアル Кандзэн сиссо: манюару).
В 2003 году Фукутани Осаму (яп. 福谷 修), вдохновлённый книгой, снял фильм «Руководство по самоубийству» (яп. 自殺マニュアル Дзисацу манюару, англ. Suicide Manual).
В 2017 году Арзгирский районный суд Ставропольского края признал книгу «информацией, распространение которой на территории Российской Федерации запрещено».